# Melanocryptus niger
Melanocryptus niger là một loài tò vò trong họ Ichneumonidae.